# リング (格闘技)

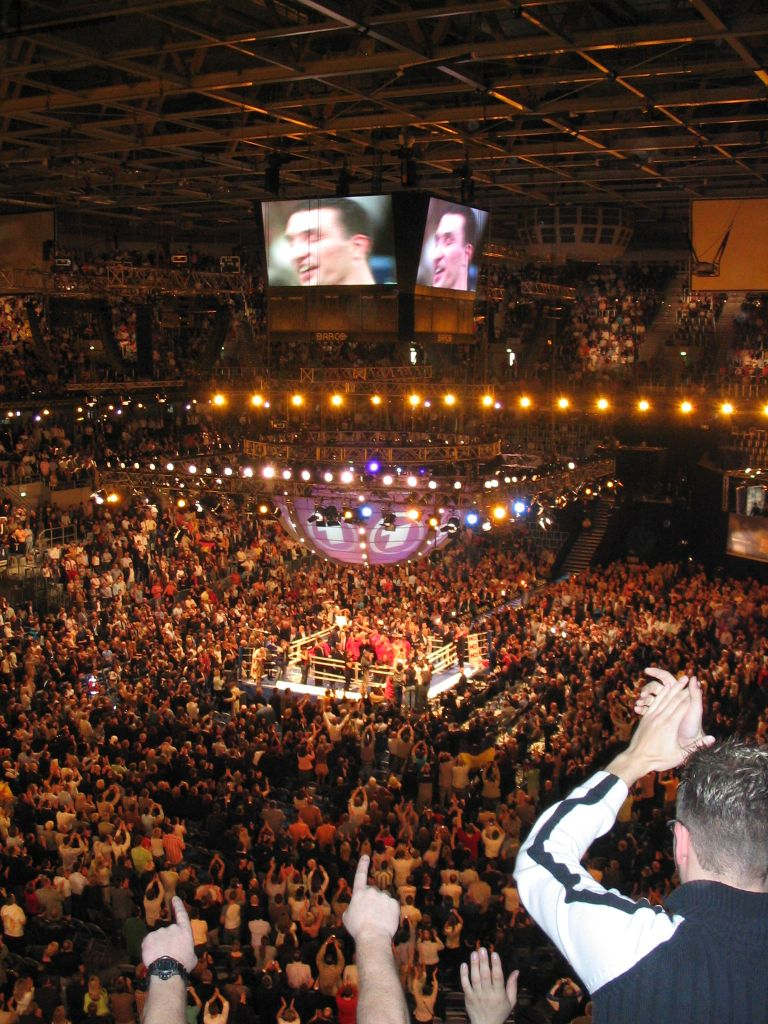
プロの試合会場。世界戦等の注目度の高い試合では、こうしたスクリーンのついた規模の大きい会場が使われることがある。

格闘技におけるリング（英: ring）は、ボクシング、プロレス、総合格闘技などで試合場として使用されるロープで囲まれた場所のことである。通常、試合で用いられるものは正方形で、1メートルほどの高さの架台にキャンバスマットを張ったものを床面とし、四隅に鉄柱のコーナーポストを設置して3から4本のロープで周囲を取り囲んでいる。
試合中、原則的には対戦する選手とメインレフェリー以外はリング内に立ち入ることが許されない。また、レスリング、サンボなどで使用する試合場もリングと呼ぶことがある。こちらはロープがなく円形である。

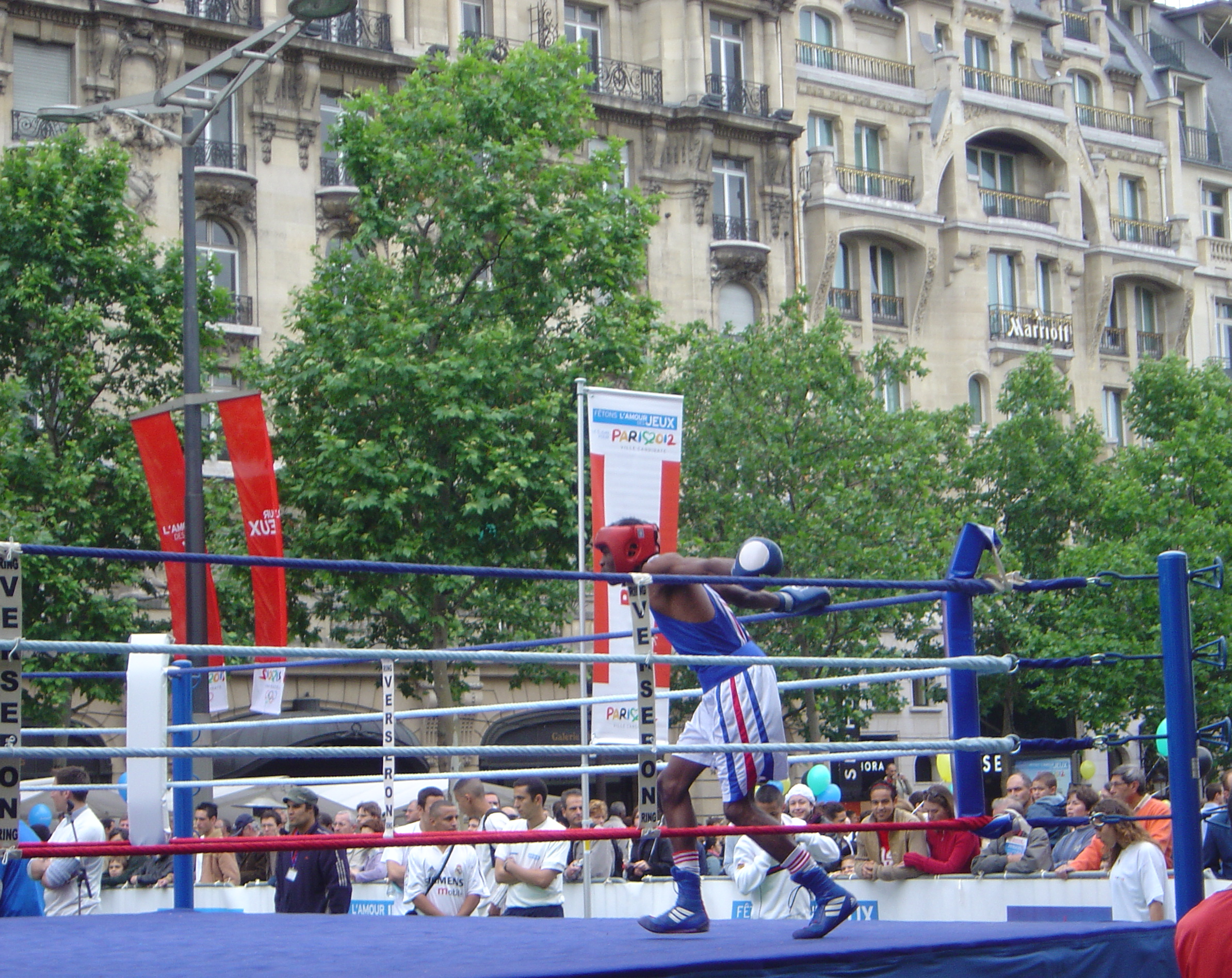
ボクシングのリング（青コーナー側）

## ボクシング
古代のボクシングは主にコロシアムなどで行われ、ロープで囲まれたリングは使用されなかった。近代に入ると、ボクシングは見世物や賭けの対象として広場などで行われ、相撲の土俵の基となった「人方屋」と同様に、観客が選手を囲むように輪になって観戦したのが、リングの起源でありまた語源ともされている。ジャック・ブロートン(Jack Broughton)が初の7章のルールブック「ブロートン・コード」(Broughton’s Rule)を、1743年に発表した。その中に、リング（直径25フィートの円形、硬い土の上）について決められていた。やがて地面に直接4本の杭を立ててロープを張るようになったが、形は四角くなってもこれをそのままリングと呼び習わした。1865年成立の「クインズベリー・ルール」ではリングの1辺が24フィート（7メートル32センチ）の四角形と規定された。
1912年の英国では円形のリングが使われていた。米国で円形リングが最初に登場したのは1944年5月26日、サンフランシスコの造船所で、ロープにあたる部分はアルミ管で作られ、ベルベットの厚地で覆われており、フレッド・アポストリがエキシビションマッチを行った。
現代では、主に鉄製の柱4本の間に4本のロープを張り、鉄骨製の土台の上に丈夫な板を並べ、その上にクッションを敷いてキャンバスで覆い、リングとしている。形は正方形でなくてはならない。2005年現在のボクシングルールでは、ロープの内側のサイズが一辺18から24フィート（5.47から7.31メートル）の範囲内で、床面の高さは4フィート（1.22メートル）以内と定められている。サイズについての規定が曖昧であるため、特にアウトボクサーのような片方の選手に不利なサイズのリングが使用され物議を醸すことがある。
ロープの太さは1インチ（2.54センチメートル）で4本を用い、最下段がフロアから18インチ（0.46メートル）、最上段が52インチ（1.32メートル）となっている。ロープの本数について以前は3本であったが、選手が落下して死傷するなどの事故を防止するため、4本に変更された。ロープを固定する金具（ターンバックル）が露出していると危険なため、リングの角にはコーナーマットと呼ばれるパッド(棒状や個別の物)を使用。キャンバスについては、厚さ2.5インチ（約6.35センチ）以上のフェルト（圧縮材）もしくは畳、または同じ程度の柔らかい下敷を置くと定められている。また、リング上でロープの外側に当たる縁の部分を特にエプロンと呼称し、幅は2フィート（0.61メートル）と定められている。
通例はランキング上位の選手が位置する角を「赤コーナー」、その対角にある下位の選手が位置する角を「青コーナー」とし、残る角は中立のニュートラルコーナーと称する。リングの周りには階段が3つ設置され、赤コーナーには赤い階段。青コーナーには青の階段。そしてニュートラルコーナー2箇所のどちらか一方に白い階段がある。赤青の階段は選手やセコンド用、白い階段はレフェリーと医者用である。

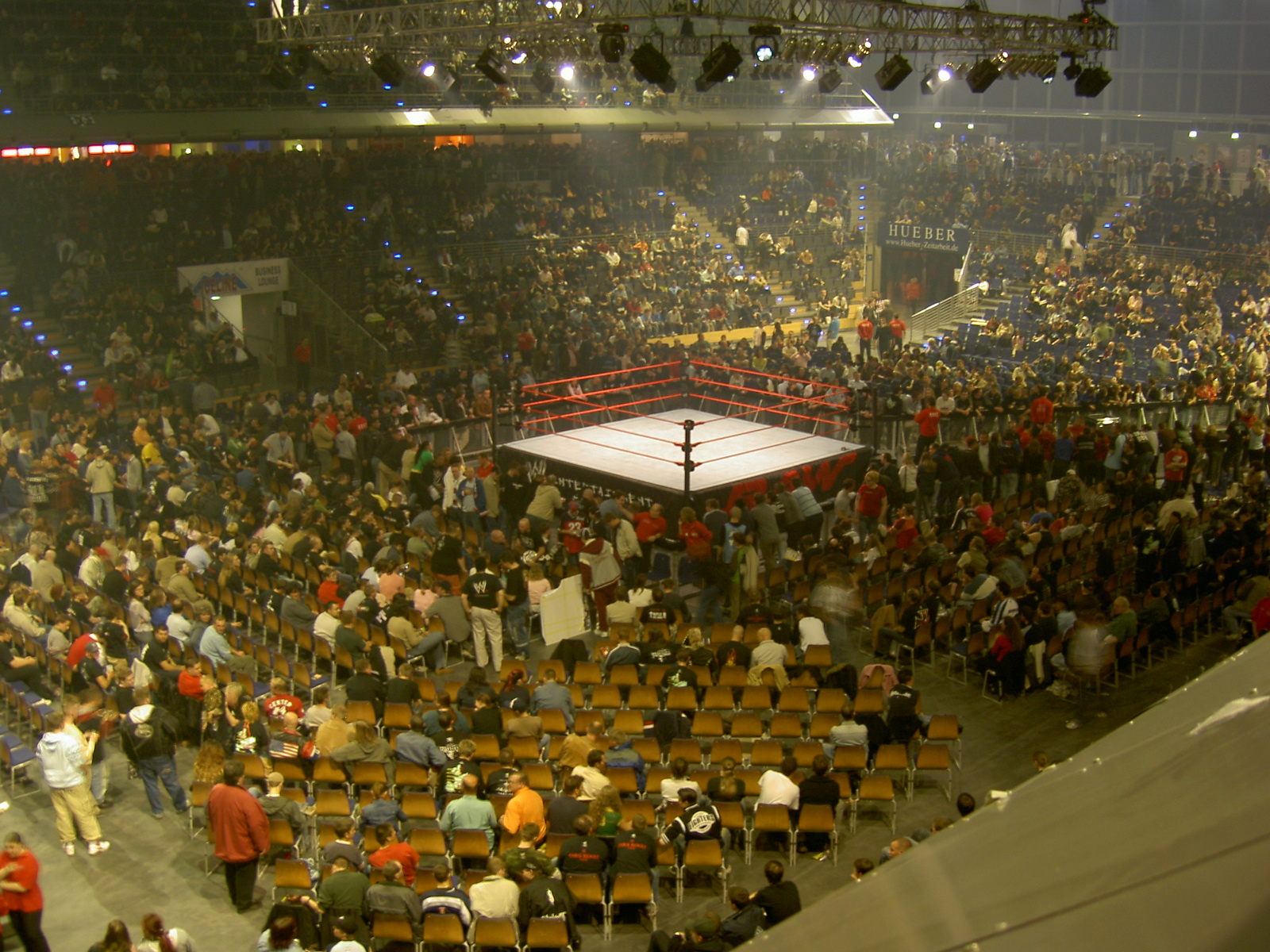
プロレス会場の風景（ベルリンで開催されたWWEの興行「Wrestle Mania Revenge Tour」）。

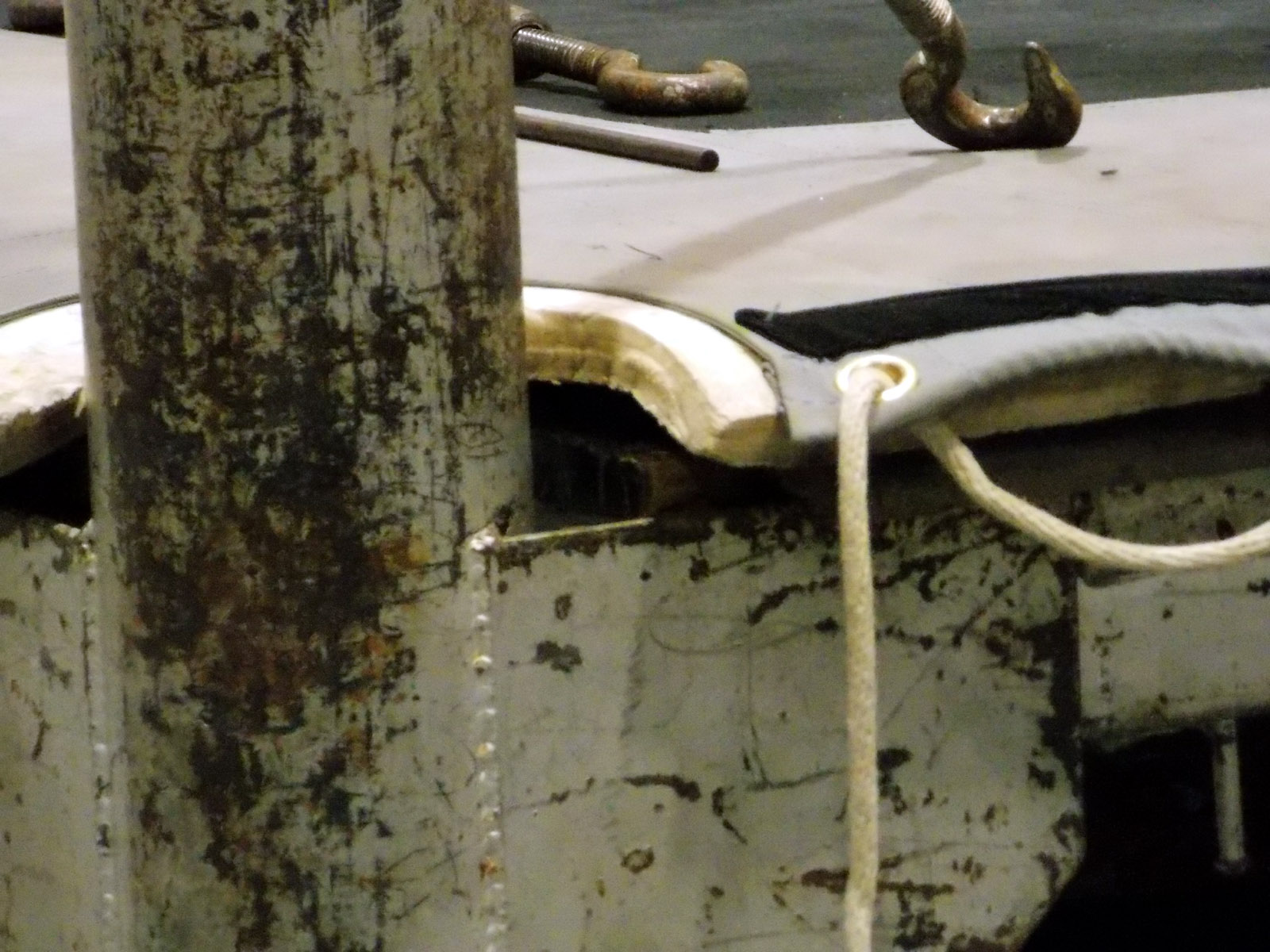
DDTプロレスリングで試合用に使用しているリングのクッション材。

## プロレス
プロレスにおいては1870年代にジム・オーエンズ（Jim Owens）がキャンバス・マットとした。1901年にサンフラシンスコでプロモーターが1辺18フィート（5.48m）四方のキャンバスマットを考案した。他の地域は1930年代に採用した。ボクシングの前座として興行が行われていたことから、ボクシング同様のリングが使用されている。
ロープの本数は3本が主流である。プロレスではタッグマッチや場外乱闘があるために、選手が試合中もリングを出入りすることが頻繁にあり、補助無しで出入りしやすい方がむしろ好ましいことと、ジャイアント馬場の「16文キック」に代表されるようなロープを利用した技が多数あり、ロープ本数が増えると間隔が狭くなって使いにくくなる技が存在するためである。例えば、ロープの間を抜けて場外の選手に飛び込み頭突きをする「トペ・スイシーダ」や、身体を水平にしてロープの間をくるりと回転しながらロープ際の選手にキックを放つ「619（シックス・ワン・ナイン）」などがその典型例である。
日本ではリングロープとして、ワイヤーロープにゴムのカバーをかぶせたものを使用しているが、海外では木綿や麻などのロープを使用している場合も多い。
デスマッチの試合形式によってはロープを外したり、ロープの代わりに有刺鉄線を使用したりする場合、ロープに蛍光灯を輪ゴムで括り付ける場合もある。事前にリングの大きさやロープの張りを良く確認しておかないと、試合中にアクシデントが起きるおそれが大きい。
日本のプロレスのリングは一辺6.0から6.4メートルのサイズが主流となっており、一辺5.5メートル前後が主流の欧米より若干大きいものが使われている。ただし、DRAGONGATEのように会場のサイズによってリングの大きさを変える団体も存在する。女子団体では、一辺5.5メートルのリングが主に使用されている。道場やスポーツバーなどを兼ねた常設会場に設置されているリングについては、もっと小さい場合もある。
ただし、アイスリボンでは道場兼常設会場ができる以前、市ヶ谷アイスボックスなどでの興行においてはリングの代わりにユニエバーの青いマットが使用されていた。当然ロープはなく、コーナーポストも鉄柱の替わりに脚立が使われた。このほか、埼玉プロレスや阿佐ヶ谷ロフトの阿佐ヶ谷プロレス、タイを拠点としているプロレスリング我闘雲舞など、資金面や会場サイズなどの都合でリングを使用しない興行もある。また、WWEやDRAGONGATEでは試合中リングが崩壊するアクシデントに見舞われ、後続の試合を残されたマットのみで行ったこともあった。DDTプロレスリングでは街角や野外でリングはおろかマットも使用しない興行も行われている。
団体によって大きく異なるが、床は木の板（4から5センチメートルの厚み）で、その上にゴムシート（2センチメートルの厚み）、さらにその上にフェルト（2センチメートルの厚み）などを敷き最後にキャンバスを敷いている。新日本プロレスでは、2007年よりスポンジを追加したことが田口隆祐選手により公表されている。一部インディー系団体の場合、キャンバスの下に体操用のマットを敷いてこれらの代用としている場合もある。さらに土台の骨組みをサスペンション構造とし、スプリングを利かせて反発を大きくしている団体もある。これらの組み合わせによって、豪快な投げ技で大怪我をしないようにしている。アメリカのROHでは、まるでトランポリンのようにリングの床面が振動で上下する。逆にヨーロッパやメキシコでは、サスペンション構造になっていないことが多い上に、クッションも薄いとされる。異種格闘技戦など特殊な事情がある時には板の上に直接キャンバスを貼ることがあり、このような硬いマットでは投げ技に対して受身を充分にとらないと非常に危険である。リングを保有しない団体のために、リングの貸出および設営に関する業務を請け負う、「リング屋」と呼ばれる企業がある。

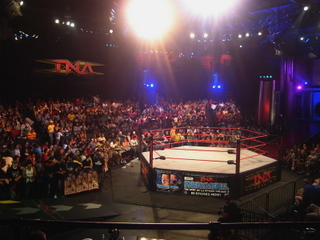
TNAで使用されている六角形リング。

### 変形リング
通常の四角いリングの他に、六角形のリングが古くからメキシコで使われている。日本国内の興行で使用された例としては、2000年から2002年にかけて、闘龍門2000プロジェクトの興行で使用されたものがある。六角形である以外は通常のプロレス用リングと特に変わる点はないが、その形状ゆえに3ウェイ戦に適しているという利点もある。2006年の時点ではメキシコのAAA、アメリカのTNAがビッグマッチで六角形リングを使用している。また、異種格闘技戦でリングロープを撤去してリングの周囲に継ぎ足しをして円形とした例も存在する。
全日本女子プロレスでは「ツインリング」と呼ばれている2つのリングを並べてバトルロイヤルや同時シングルマッチを組み込んだ興行もあった。大日本プロレスでもかつての川崎市体育館など規制が厳しい会場での興行でツインリングデスマッチ（または離して設置するダブルリング）を行う場合がある。WCWでは金網ツインリングデスマッチを行ったこともあった。2012年12月16日の大日本プロレス、DDTプロレスリング、KAIENTAI DOJOの三団体合同興行『天下三分の計』では三興行共にツインリングで行われ、大日とDDTはデスマッチやハードコアルールで、K-DOJOは片方のリングを升席として活用している。NEO女子プロレスとアイスリボンの合同興行ではNEOのリングとアイスのマットを並べたこともあった。

## 総合格闘技
総合格闘技ではニュージャージー州アスレチック・コミッション制定の統一ルールで、「ケージ」（金網かネットのフェンスで囲われた六角形以上または円形の試合場）か「リング」の使用が認められている。広さについては、ケージは、18フィート（5.48ｍ）平方以上32フィート（9.75ｍ）平方以内、リングは、ロープの内側で20フィート（6.09ｍ）平方以上32フィート（9.75ｍ）平方以内と規定されている。
リングでは試合でロープの間から選手が転落することがあるため、転落を防止する目的でロープの本数を増やしたり、ロープにネットを張るなどの対策が講じられる場合がある。またロープ際で寝技の攻防になった際に、レフェリーによって試合が一旦止められ、選手の頭をリングの中央に向け直してから再開する対応が取られる。しかしこれらのような事は、リングが組み技格闘技を想定して考案されたものではないことから起こる問題であるため、これらの問題が起こることのないケージを使用するのが通常となっている。
UFCを筆頭とする総合格闘技興行において主流となっているのは八角形の「オクタゴンケージ」であるが、1989年の修斗旗揚げ戦でも既に使用されていたが、コスト面などの問題を理由にしばらくしてリングに切り替えられた。その後、UFC人気の上昇でオクタゴンケージは国をも越えて広がり、日本では2005年旗揚げのCAGE FORCE（旗揚げ時はD.O.G）で採用された。2009年にはDEEPにて初採用され、2015年には修斗でも使用を再開した。八角形以外のケージを採用する興行もあり、BellatorとONEは円形、PFL及び提携団体のパンクラスは十角形、RIZINのサブブランドであるRIZIN LANDMARKは六角形となっている。ただし、RIZINのナンバーシリーズやONEの一部興行など5本ロープのリングを使用する興行もいまだに残されている。
リングには無いケージ独自の戦術として、金網に相手を押し込んで動きを制してから打撃を加える又はテイクダウンを仕掛ける、グラウンドの攻防で金網際まで追い込んでから攻撃を仕掛ける、ディフェンス技術として金網に体を預けてテイクダウンを防ぐ、テイクダウンされた状態から金網に体を預けながら立つ、等がある。

## 立ち技系格闘技
ムエタイ、キックボクシング、K-1などの打撃系格闘技では、ボクシングと同じリングを採用している。
FEG体制の旧K-1ではヘビー級部門の「K-1 WORLD GP」においては一辺が約7.2mと、ボクシングの規定上限に近いリングを、ミドル級部門の「K-1 WORLD MAX」では、一片が約6.4mのリングを採用していた。
タイで行われるムエタイでは、スタジアムによってリングのキャンバスが多少柔らかくなっているケースがある。これは選手が倒れた瞬間に頭部を床にぶつけても、その衝撃を和らげる為である。しかし、床が柔らかいということは、踏ん張りが利かないため、移動しにくくなったり、余計な力が脚にかかって疲れやすくなるなどの欠点もある。

## キャンバスとマット
ボクシングを始めとした立ち技系格闘技界ではリングを『キャンバス』、プロレスや総合格闘技など寝技などがある格闘技のリングを『マット』と呼ぶことがある。例えば試合に敗北した場合、ボクシングでは「キャンバスに沈む」と表現するのに対し、プロレスでは「マットに沈む」と表現する。また、日本ではプロレス業界のことを「マット界」と呼ぶ事もある。